# ژان گولمیه
ژان گولمیه (به فرانسوی: Jean Gaulmier) استاد دانشگاه و نویسنده قرن بیستم میلادی اهل فرانسه است.